# شروود، شهرستان همیلتون، اوهایو
شروود (به انگلیسی: Sherwood) یک منطقهٔ مسکونی در ایالات متحده آمریکا است که در شهرستان همیلتون، اوهایو واقع شده‌است. شروود ۲٫۹ کیلومتر مربع مساحت و ۳٬۷۱۹ نفر جمعیت دارد.